# Ignac Lovrek
Ignac Lovrek (Zagreb, 1947.), hrvatski stručnjak za telekomunikacije i informacije. Redoviti je profesor u trajnom zvanju u Zavodu za telekomunikacije Fakulteta elektrotehnike i računarstva Sveučilišta u Zagrebu. Redovni član HAZU od 2016. godine. Prvi je hrvatski znanstvenik izabran u znanstveno zvanje znanstvenog savjetnika u polju elektrotehnika i polju računarstvo.

## Životopis
Rođen je 1947. u Zagrebu, gdje je završio osnovnu školu, V. gimnaziju i studij na tadašnjem Elektrotehničkom fakultetu. Doktorsku disertaciju obranio je 1980. godine. Član je suradnik Hrvatske akademije znanosti i umjetnosti u Razredu za tehničke znanosti od 2008. godine. Znanstveni doprinos Ignaca Lovreka dominantno je u području informacija i komunikacija te obuhvaća i povezuje formalne modele komunicirajućih procesa, inteligentne pokretne programske agente i višeagentske sustave te programske arhitekture mrežnih sustava i umreženih usluga. Njegova znanstvena postignuća uključuju sve dimenzije istraživačkog stvaralaštva u tehničkim znanostima. U znanstvenim radovima koji tretiraju formalne aspekte pokretljivosti težište je na postupcima koji danas nalaze punu primjenu u komunikacijskoj mreži i na internetu. Teorijski pristup uravnoteženju opterećenja u raspodijeljenim sustavima povezan s istraživanjima pokretnih programskih agenata rezultirao je izumom koji je zaštićen međunarodnim patentima. Znanstveno istraživanje arhitektonske fleksibilnosti isto je tako rezultiralo izumom i međunarodnim patentom. Ignac Lovrek danas je istraživač na projektu iz programa Horizon 2020,Symbiosis of smart objects across IoT environments –symbIoTe te na dva znanstvena projekta Hrvatske zaklade za znanost. Uz znanstvenu, razvio je i bogatu međunarodnu publicističku suradnju. Član je Savjetničkog odbora časopisa Intelligent Decision Technologies (IOS Press) i Uredničkog odbora časopisa International Journal of Computational Intelligence Studies(Inderscience). Bio je gostujući urednik renomiranih znanstvenih časopisa Computer Communications (Elsevier), Journal of intelligent & fuzzy systems (IOS Press), Neural computing & applications (Springer) i Neurocomputing (Elsevier). Djelovao je kao član Radne skupine Hrvatske akademije znanosti i umjetnosti za pripremu podloga za Smjernice za strategiju odgoja, obrazovanja, znanosti i tehnologije(2012.) te je bio voditelj Radne skupine za znanost i tehnološki razvoj za izradu Strategije obrazovanja, znanosti i tehnologije koja je prihvaćena u Hrvatskom saboru 2014. godine. Član je Izvršnog odbora Znanstvenog vijeća za tehnološki razvoj i Odbora za istraživačku e-infrastrukturu Hrvatske akademije znanosti i umjetnosti. Ignac Lovrek obavljao je niz dužnosti, a sada je predsjednik Savjeta Hrvatske nacionalne grid infrastrukture CRO-NGI, član Savjeta Fakulteta elektrotehnike i računarstva i član Nadzornog odbora tvrtke Ericsson Nikola Tesla.